# Glicerofosfolipid
Glicerofosfolipidi (fosfogliceridi) su fosfolipidi sa glicerolom osnovom. Oni su glavna komponenta bioloških membrana.

## Struktura
Termin glicerofosfolipid označava derivate -glicero-3-fosforne kiseline koji sadrže bar jedan O-acil, O-alkil, ili O-alk-1'-enil ostatak vezan za glicerolnu grupu, kao i polarnu glavu formiranu od azotne baze, glicerolne ili inozitolne jedinice.
Dve masne kiseline i fosforna kiselina su vezane estarkim vezama za glicerol. To je osnovna struktura fosfatidata. Oni su intermedijari u sintezi mnogih fosfoglicerida. Prisustvo dodatnih grupa vezanih za fosfat proizvodi mnoštvo različitih fosfoglicerida.
Glicerofosfolipidi su u znatnoj meri asimetrični u pogledu njihovih C1 i C2 vezanih grupa. C1 supstituenti su uglavnom zasićene masne kiseline, dok su u C2 poziciji pretežno nezasićene kiseline.
Fosfogliceridi se skoro ekskluzivno javljaju u biljnim i životinjskim ćelijskim membranama. Plazmalogeni i fosfatidati su primeri.

## Metabolizam
Metabolizam glicerofosfolipida je različit kod eukariota i prokariota. Sinteza kod prokariota obuhvata sintezu glicerofosfolipida fosfatidne kiseline i polarnih čeonih grupa. Sinteza fosfatidne kiseline se razlikuje kod eukariota.
Prekurzori većine glicerofosfolipida su 1,2-diacil-sn-glicerol i fosfatidilna kiselina. Aktivirani fosfatni estri polarne čeone grupe reaguju sa sa C3-OH grupom 1,2-diacil-sn-glicerola i formiraju fosfolipidnu fosfodiestarsku vezu. U nekim slučajevima fosforilna grupa fosfatidilne kiseline je aktivirana i reaguje sa neaktiviranom polarnom čeonom grupom.
Mehanizam formiranja aktiviranog fosfatnog estra je isti za obe polarne čeone grupe, etanolamin i holin.
1. ATP prvo fosforiliše OH grupu holina ili etanolamina.
2. Fosforilna grupa rezultujućeg fosfoetanolamina ili fosfoholina zatim napada , zamenjuje , i formira korespondirajući CDP derivat, koji je aktivirani fosfatni estar polarne čeone grupe.
3. grupa 1,2-diacil-sn-glicerola napada fosforilnu grupu aktiviranog CDP-etanolamina ili CDP-holina, zamenjuje CMP, i time nastaje glicerofosfolipid.

Jetra takođe konvertuje fosfatidiletanolamine do fosfatidilholina putem trimetilacije njegove amino grupe, koristeći S-adenozil metionin kao donor metila.

## Spoljašnje veze
- Glycerophospholipids на 
- Dijagram fosfolipida